# 短角水牛
短角水牛（學名：Bubalus brevicornis）是一種已滅絕的水牛，生存於更新世早期至中期，於1936年由古生物學家楊鍾健發表，為中國水牛化石中年代較早者，其牛角較粗短，楊氏將其與牛角細長的德氏水牛分為中國水牛的兩大支系，聖水牛、王氏水牛、楊氏水牛與現生水牛可能都是短角水牛演化支在更新世晚期分別形成的類群。本種的化石在中國河南、山東、山西、四川與廣西等地均有出土，除指名亞種外，可能還包含周氏短角水牛與關中短角水牛兩個亞種。

## 發現與研究
短角水牛為中國水牛中年代較早的物種，約生存於更新世早期至中期，最早的化石於河南省澠池縣出土，為一整體不完整、但角部保存良好的頭骨化石，於1936年由古生物學家楊鍾健發表，此樣本的頭骨很大，牛角相對之下顯得較小，楊氏認為本種與殷墟出土的聖水牛相似，但其牛角延展方向較後者更往外，且角心較後者的大，年代亦比後者早很多；與早幾年發現的王氏水牛相比，本種的角心則較小，長度也較短；而德氏水牛的角則較本種的細長。楊氏遂把當時已知的中國水牛依顱骨和牛角形態，將其分為角心細長的德氏水牛與角心粗短的短角水牛兩大支，前者在更新世晚期以前就消失，後者則進一步演化出聖水牛、王氏水牛等。
隨後在山東、山西與四川等地陸續有本種化石出土。2006年福建疑似有本種化石出土，年代為更新世晚期，但有學者認為這些樣本應屬現生水牛。2014年，有一出土於廣西崇左的水牛化石出土，其角心粗短，經鑑定後被認為是短角水牛的亞種，即周氏短角水牛（Bubalus brevicornis chowi），但亦有觀點認為此標本應歸入丁氏水牛，2018年有學者將此亞種獨立為新種周氏水牛（Bubalus chowi），且鑑定其年代為距今約100萬年前的更新世早期，可能是中國已知年代最早的水牛化石。
2017年，陝西渭河盆地出土的兩件水牛化石被認為是短角水牛的亞種，命名為關中短角水牛（Bubalus brevicornis guanzhongensis），過去認為中國的更新世水牛中除聖水牛外，都在全新世前即滅絕，此亞種的標本年代為距今約4000年前的全新世中期，顯示短角水牛也有生存至全新世。

## 演化
楊鍾健將中國水牛化石分為德氏水牛與短角水牛兩大支後，有學者補充認為短角水牛演化支包括三角水牛、固鎮水牛、楊氏水牛與王氏水牛，演化過程中牛角由粗短（短角水牛與三角水牛）漸變為粗大（固鎮水牛、楊氏水牛與王氏水牛），其中楊氏水牛為短角水牛和王氏水牛中間的演化環節；角心短小的現生水牛可能也與短角水牛的演化支較為接近。2000年後有學者提出另一觀點，將三角水牛、楊氏水牛與現生水牛歸為一支。